# 기자의 대스핑크스
기자의 대스핑크스는 이집트 기자 지역에 있는 고대 유적이다.

## 대 스핑크스
기자의 대 스핑크스는 전체 길이 70미터 높이 20미터 석회암으로 되어 있다. 대 스핑크스는 피라미드처럼 돌을 쌓아 만든 게 아니고 원래 있던 바위산을 통째로 조각한 것이다. 보통 대 스핑크스는 카프레 왕의 피라미드 앞에 있기 때문에 카프레 왕 때인 기원전 2550년경에 만들어진 것으로 알려져 있었지만 우선 카프레 왕 피라미드와 스핑크스는 제작법이 다르고 석재의 산지와 공법도 달랐다. 그리고 최근 스핑크스 주위에 있는 벽에서 큰 홈들이 무수히 발견되었다. 지질학자들이 조사한 바에 따르면 이 홈들은 홍수 때문에 만들어진 것이 분명하다는 것이다. 그 정도의 홍수는 1만 년 전 빙하기가 끝날 때에나 있었다. 하지만 빙하기에 이런 거대한 석상을 세울 만큼의 문명이 있었다고 생각하기 어렵다. 하지만 이러한 주장을 뒷받침하는 역사적 근거로 널리 받아들여진 것은 현재로서는 널리 알려진 바가 없다.
스핑크스는 코가 없다. 나폴레옹이 대포를 쏘아서 그렇게 만들었다는 설도 있으나, 문화재에 심취해 있던 나폴레옹이 그러한 일을 했을 가능성은 아주 희박하다. 다른 주장으로는 이슬람교의 우상 숭배 금지 때문에 파괴되었다고 하는 주장이다. 이슬람 교도들이 코를 부수면 살아나지 못할 것이라고 믿었기 때문이었는데, 그래서 오스만 제국 병사들이 코를 상대로 사격 연습을 하였다는 설도 있다.

## 그 밖의 스핑크스들
카르나크 신전의 스핑크스는 양 머리를 하고 있다. 

## 같이 보기
- 멤피스의 스핑크스상
- 타하르코의 스핑크스
- 세계에서 가장 큰 조각상 목록